# العلاقات السريلانكية الليبيرية
العلاقات السريلانكية الليبيرية هي العلاقات الثنائية التي تجمع بين سريلانكا وليبيريا.

## مقارنة بين البلدين
هذه مقارنة عامة ومرجعية للدولتين:
| وجه المقارنة                                              | سريلانكا                         | ليبيريا      |
| --------------------------------------------------------- | -------------------------------- | ------------ |
| المساحة (كم2)                                             | 65.61 ألف                        | 111.37 ألف   |
| عدد السكان (نسمة)                                         | 21.44 مليون                      | 4.73 مليون   |
| الكثافة السكانية (ن./كم²)                                 | 326.78                           | 42.47        |
| العاصمة                                                   | سري جاياواردنابورا كوتي، كولمبو  | مونروفيا     |
| اللغة الرسمية                                             | اللغة السنهالية، اللغة التاميلية | لغة إنجليزية |
| العملة                                                    | روبية سريلانكي                   | دولار ليبيري |
| الناتج المحلي الإجمالي (بليون دولار)                      | 87.17 مليار                      | 2.16 مليار   |
| الناتج المحلي الإجمالي (تعادل القوة الشرائية) بليون دولار | 246.62 مليار                     | 3.76 مليار   |
| الناتج المحلي الإجمالي الاسمي للفرد دولار أمريكي          | 3.93 ألف                         | 455          |
| الناتج المحلي الإجمالي للفرد دولار أمريكي                 | 11.11 ألف                        | 842          |
| مؤشر التنمية البشرية                                      | 0.757                            | 0.430        |
| رمز المكالمات الدولي                                      | +94                              | +231         |
| رمز الإنترنت                                              | .lk،                             | .lr          |
| المنطقة الزمنية                                           | ت ع م+05:30                      | 00           |

## منظمات دولية مشتركة
يشترك البلدان في عضوية مجموعة من المنظمات الدولية، منها:
| علم المنظمة | اسم المنظمة                               | تاريخ انضمام سريلانكا | تاريخ انضمام ليبيريا |
| ----------- | ----------------------------------------- | --------------------- | -------------------- |
|             | مؤسسة التنمية الدولية                     | 27 يونيو 1961         | 28 مارس 1962         |
|             | مؤسسة التمويل الدولية                     | 20 يوليو 1956         | 28 مارس 1962         |
|             | منظمة حظر الأسلحة الكيميائية              | ?                     | ?                    |
|             | الأمم المتحدة                             | 14 ديسمبر 1955        | 2 نوفمبر 1945        |
|             | الاتحاد الدولي للاتصالات                  | 1897                  | 10 أكتوبر 1927       |
|             | منظمة الشرطة الجنائية الدولية             | ?                     | ?                    |
|             | البنك الدولي للإنشاء والتعمير             | 29 أغسطس 1950         | 28 مارس 1962         |
|             | الاتحاد البريدي العالمي                   | ?                     | ?                    |
|             | المركز الدولي لتسوية المنازعات الاستشارية | 11 نوفمبر 1967        | 16 يوليو 1970        |
|             | وكالة ضمان الاستثمار متعدد الأطراف        | 27 مايو 1988          | 12 أبريل 2007        |
|             | يونسكو                                    | 14 نوفمبر 1949        | 6 مارس 1947          |

## وصلات خارجية
- موقع وزارة الخارجية السريلانكية
- موقع وزارة الخارجية الليبيرية